# Клиц (Саксонија-Анхалт)
Клиц (њем. Klietz) општина је у њемачкој савезној држави Саксонија-Анхалт. Једно је од 26 општинских средишта округа Штендал. Према процјени из 2010. у општини је живјело 1.827 становника. Посједује регионалну шифру (AGS) 15090310.

## Географски и демографски подаци
Клиц се налази у савезној држави Саксонија-Анхалт у округу Штендал. Општина се налази на надморској висини од 32 метра. Површина општине износи 66,5 km². У самом мјесту је, према процјени из 2010. године, живјело 1.827 становника. Просјечна густина становништва износи 27 становника/km².